# Hillman Wizard
Der Hillman Wizard war ein Wagen der Mittelklasse, den der britische Autohersteller Hillman April 1931 herausbrachte und bis 1933 herstellte. Das Modell gab es in zwei Versionen:
Der Hillman Wizard 65 hatte einen seitengesteuerten Sechszylinder-Reihenmotor mit 2110 cm³ Hubraum, der die Hinterräder antrieb. Die Zahl in der Typenbezeichnung gibt die Zylinderbohrung in Millimetern an. Bereits im darauffolgenden Jahr wurde das Modell wieder eingestellt. Zur gleichen Zeit gab es den Hillman Wizard 75, dessen seitengesteuerter Sechszylinder-Reihenmotor 2810 cm³ Hubraum hatte.
Das wichtigste Verkaufsargument des Herstellers, dass dieses „Auto der Modernen“ (engl. „Car of the Moderns“) international getestet worden war. Vor der Vorstellung testete der Hersteller die Wagen z. B. in Frankreich, Spanien, Italien, Österreich, Algerien, Ägypten und Marokko, was durch entsprechende Fotos belegt ist.

## Aufbauten
Den Wizard gab es zunächst mit fünf verschiedenen Aufbauten, von denen jeder in drei Farben angeboten wurde. Die Limousine kostete £ 270, die Luxus-Limousine £ 285, das Coupé-Cabriolet £ 299, die viertürige Sportlimousine ebenfalls £ 299 und der fünfsitzige Tourenwagen £ 270. Das nackte Fahrgestell gab es für £ 198.
Die normale Limousine und der Tourenwagen waren mit 19″-Holzspeichenrädern ausgestattet. Drahtspeichenräder kosteten £ 7 Sh 10 Aufpreis. Alle anderen Modelle hatten Drahtspeichenräder als Grundausstattung, ebenso wie Sicherheitsglas rundum anstatt nur für die Windschutzscheibe.

## Antrieb
Die Sechszylindermotoren hatten 65 mm, bzw. 75 mm Bohrung und 110 mm Hub. Das Modell 75 war vorwiegend für den Export gedacht, da die Steuer wegen des größeren Hubraums um £ 5 pro Jahr höher war als für das schwächere Modell. Die Zylinderköpfe waren abnehmbar und die Motoren hatten Batteriezündung. Eine Einscheiben-Trockenkupplung verband den Motor mit dem Vierganggetriebe mit synchronisiertem dritten Gang.

## Radaufhängung und Bremsen
Alle vier Räder hingen an halbelliptischen Längsblattfedern und hatten hydraulische Stoßdämpfer. Die seilbetätigten Trommelbremsen rundum waren vom Typ Bendix-Perrot Duo-Servo und konnten mit Pedal oder Handhebel bedient werden.

## Verkaufszahlen
1931 konnten etwa 3250 Wizards verkauft werden, 2186 Stück 1932 und eine unbekannte Zahl 1933, zusammen ca. 7000 Stück. Dies war ein enttäuschendes Ergebnis für ein Auto, von dem sich der Hersteller deutlich mehr versprochen hatte. Das schwache Ergebnis war wohl auf die prekäre Wirtschaftslage, aber auch auf das unmoderne Erscheinungsbild der Wagen zurückzuführen.
Der gleichzeitig angebotene Hillman Minx wurde pro Jahr etwa 20.000 mal verkauft. 1933 wurde das Modell eingestellt und 1934 durch den Hillman 20/70 hp ersetzt.